# Jesper Lindstrøm
Jesper Lindstrøm (født 29. februar 2000), også kaldet Jobbe, er en dansk fodboldspiller, der spiller for den tyske klub VfL Wolfsburg og det danske landshold.

## Opvækst
Jesper "Jobbe" Lindstrøm er født i Taastrup og voksede op i Brøndby Strand.

## Klubkarriere

### Brøndby IF
Lindstrøm startede med at spille fodbold i B70 i Taastrup, skiftede til Vallensbæk IF i 2009, men skiftede som U13-spiller til Brøndby IF. Som ungdomsspiller lå hans styrker i det taktiske og det tekniske, men han manglede noget fysik.
Han fik sin førsteholdsdebut i en pokalkamp mod Boldklubben Marienlyst, og sin superligadebut i den efterfølgende sæsons første kamp mod Silkeborg IF. Han debuterede i pokalturneringen med nummer 35 på ryggen.
Den 28. juli 2019 fik han startdebut mod OB, hvor han ligeledes fik scoret sit første superligamål. Den 1. august sikrede han Brøndby avancement fra 2. kvalifikationsrunde i Europa League, da han efter en sen indskiftning scorede to mål i den forlængede spilletid mod Lechia Gdańsk. 
Den 24. maj 2021 blev han dansk mester med Brøndby efter 16 års tørke. I guldsæsonen dannede han en farlig angrebsduo med sæsonens topscorer Mikael Uhre.

### Eintracht Frankfurt
Den 11. juli 2021 blev han solgt til Eintracht Frankfurt i den tyske Bundesliga for ca. 52 millioner kroner + bonusser. Han fik snart succes i den tyske klub, hvor han blev kåret som årets rookie (nye spiller) i Bundesligaen 2021-2022.
Den 19. maj 2022 vandt han Europa League-finalen med Eintracht Frankfurt, der samtidig fik en billet til Champions League. 
Den 13. september 2022 scorede han klubbens allerførste Champions League mål imod Olympique Marseille på udebane. Kampen endte 0-1 til Frankfurt, og han endte dermed med at blive matchvinder.
Han nåede at spille i alt 80 kampe for klubben, og her scorede han 14 mål samt havde 14 oplæg til mål.

### Napoli
I august 2023 skiftede Lindstrøm til de italienske mestre, S.S.C. Napoli.

## Titler
Brøndby IF
- Superligaen: 2020-21 [7]

Eintracht Frankfurt
- UEFA Europa League: 2021–22

Individuel
- Tipsbladet Efterårets Profil: 2020[8]
- Månedens Spiller: november 2020[9]
- Månedens Unge Spiller: september 2020,[10] oktober 2020,[11] November 2020[9]
- Bundesliga Rookie of the Month: december 2021[12]
- Brøndby Månedens Spiller: September 2020, oktober 2020, november 2020[13][14]